# Teoría pseudántica
En Botánica, la teoría pseudántica del origen de las angiospermas postula que ese grupo de plantas se ha originado a partir de representantes de las gnetófitas de las gimnospermas, las cuales presentan flores unisexuales. La flor hermafrodita de las angiospermas se habría originado por reducción de una inflorescencia que tiene la apariencia de ser una única flor (un pseudanto, una estructura similar a la de las inflorescencias que presenta la familia Euphorbiaceae denominadas ciatio) que llevaba tanto flores femeninas como masculinas). Por reducciones sucesivas las flores masculinas habrían originado el androceo y las femeninas el gineceo de las flores hermafroditas de las angiospermas, de modo que cada uno de los ciclos de una flor de angiosperma se habría originado de las distintas flores de un pseudanto, de ahí el nombre de la teoría. El perianto es esas flores hermafroditas procedería de las brácteas de las flores unisexuales originales.
Esta teoría se apoya en las semejanzas externas de las hojas de Gnetum y la semejanza de los sacos polínicos de Ephedra con las angiospermas. No obstante, hay características de las gnetófitas que son muy diferentes a las de las angiospermas, tales como el origen histológico de las células del floema, los tipos celulares del xilema y las diferencias en relación con los gametofitos.